# Via Pontica
La Via Pontica era un'antica strada romana che attraversava la Tracia costeggiando il Mar Nero (in latino Pontus Euxinus), partendo da Bisanzio (Byzantium) e arrivando a Histria (odierna Istria in Romania). Da Troesmis la strada si portava poi all'interno della Dacia, fino a Lugio, dopo aver risalito il corso del Danubio.
Fu probabilmente realizzata da Traiano dopo il 105 per mettere in comunicazione la Pannonia con il Mar Nero.

## Descrizione
La Via Pontica, lasciata Bisanzio, attraversava le seguenti città costiere:
- Deultum (odierna Debelt)
- Aquae Calidae (odierna Burgas)
- Apollonia Pontica (odierna Sozopol)
- Anchialos (odierna Pomorie)
- Mesembria (odierna Nesebăr)
- Odessos (odierna Varna)
- Byzone (odierna Kavarna)
- Trissa (odierno capo Kaliakra, in Bulgaria)
- Callatis (odierna Mangalia)
- Tomis (odierna Costanza)
- Troesmis (odierna Balta Iglita), per giungere infine a
- Histria.

Da Troesmis, la Via Pontica, mantenendo lo stesso nome, si dirigeva poi nell'entroterra e proseguiva in Dacia con le seguenti tappe:
- Piroboridava[2]
- Caput Stenarum[3]
- Apulum
- Partiscum (in Ungheria)
- Lugio (odierna Dunaszekcső, sul Danubio a sud di Budapest)

## Progetto archeologico bulgaro
Nel 2010, Bozhidar Dimitrov, direttore del Museo Nazionale di Storia, e Simeon Djankov, all'epoca vice primo ministro, avviarono il progetto "Via Pontica", finalizzato al restauro di venti antiche fortezze poste lungo la costa del Mar Nero.
Il progetto fu avviato dal punto più meridionale di Rezovo e copre l'intera costa bulgara fino a capo Kaliakra.
Questo lavorò ha portato alla scoperta di numerosi nuovi siti archeologici, tra i quali la fortificazione di Akra vicino ad Apollonia Pontica.